# Alain Sevestre
Alain Sevestre est un athlète français spécialiste du lancer de javelot. Né le 16 juin 1941 à La Bonneville (Eure), décédé le 2 mai 2000 à Toulouse.

## Biographie
Dès l'âge de 15 ans, en 1956, licencié au Evreux AC, il montre un potentiel exceptionnel dans le lancer du javelot. Lauréat de la promotion 1957 du Centre Sportif Gillette à Annecy, il obtient une bourse pour un séjour de deux semaines aux Etats-Unis où il est reçu à la Maison-Blanche par le vice-président Richard Nixon.
1958, il est champion de France cadet au poids, champion et recordman de France cadet au javelot et 3e aux Championnats de France Elite.
1960, junior, il réalise la 2e performance au niveau mondial avec 72,89 m.
1961, septembre, il intègre le Bataillon de Joinville. Son contingent part directement en AFN (Afrique française du Nord). Privé de son javelot, il s’entraîne en lançant des grenades (désamorcées) dans la cour de la Compagnie d'instruction (ferme Saint Charles au Sud d'Alger).
1962, il établit sa meilleure performance personnelle avec 75,40 m, 3e meilleure performance française tous temps à l'époque, derrière Michel Macquet (83,36 m en 1961) et Léon Syrovatski (76,62 m en 1961).
Jusqu'en 1968, il est classé chaque année dans les 10 meilleurs français.
En 1970, il s'installe à Toulouse et adhère au Toulouse UC. En 1985, il établit un nouveau record de France Vétéran M45+ avec un jet à 52,66 m.

## Bilans annuels français
Classement national. Extrait du site athletisme.site 
| Année | Catégorie | Epreuve       | Rang | Performance | Date     | Lieu               | Remarque  |
| 1957  | Cadet     | Javelot 600 g | 1    | 60,39 m     | 19-mai   | Evreux             |           |
| 1958  |           |               | 1    | 66,10 m     | 12-juil. | Jean-Bouin (Paris) |           |
| 1959  | Junior    | Javelot 800 g | 1    | 67,80 m     | 3-mai    | Evreux             | 3e Senior |
| 1960  |           |               | 1    | 72,89 m     | 11-avr.  | Dieppe             | 3e Senior |
| 1961  | Senior    | Javelot 800 g | 5    | 68,89 m     | 24-avr.  | Le Neubourg        |           |
| 1962  |           |               | 3    | 75,40 m     | 31-mai   | Mantes             |           |
| 1963  |           |               | 6    | 71,49 m     | 28-août  | Sotteville         |           |
| 1964  |           |               | 3    | 75,36 m     | 7-mai    | Mantes             |           |
| 1965  |           |               | 6    | 73,18 m     | 20-juin  | Mézidon            |           |
| 1966  |           |               | 8    | 71,82 m     | 22-mai   | Sotteville         |           |
| 1967  |           |               | 9    | 70,16 m     | 10-juin  | Mantes             |           |
| 1968  |           |               | 5    | 72,84 m     | 1-sept.  | Evreux             |           |

## Sélections internationales
11 sélections en Elite et 4 en Jeune, extrait du site de la Commission de la Documentation et de l'Histoire (Fédération française d'athlétisme).
| Année | Rencontre                     | Catégorie | Epreuve       | Place | Performance | Date     | Lieu           | Remarque |
| 1958  | France - Belgique             | Junior    | Javelot 800 g | 2     | 59,41 m     | 20-juil. | Mantes         |          |
| 1958  | Italie - France               | Junior    | Javelot 800 g | 2     | 60,70 m     | 31-août  | Cuneo          |          |
| 1958  | Allemagne de l'Ouest - France | Junior    | Javelot 800 g | 3     | 59,28 m     | 7-sept.  | Karlsruhe      |          |
| 1959  | France - Pays-Bas             | Senior    | Javelot 800 g | 1     | 64,31 m     | 9-août   | Lille          | Junior   |
| 1959  | Allemagne du Nord - France    | Espoir    | Javelot 800 g | 3     | 64,00 m     | 16-août  | Hambourg       | Junior   |
| 1960  | France - Pays-Bas             | Senior    | Javelot 800 g | 2     | 60,52 m     | 31-juil. | Forbach        | Junior   |
| 1960  | Italie - France               | Senior    | Javelot 800 g | 6     | 65,02 m     | 8-oct.   | Milan          | Junior   |
| 1962  | Portugal - France             | Senior    | Javelot 800 g | 2     | 68,43 m     | 21-juil. | Lisbonne       |          |
| 1962  | France - Grèce                | Senior    | Javelot 800 g | 3     | 65,63 m     | 23-août  | Paris-Charléty |          |
| 1962  | Pays-Bas - France             | Senior    | Javelot 800 g | 2     | 66,60 m     | 2-sept.  | Berg-op-Zoom   |          |
| 1963  | France - Pays-Bas             | Senior    | Javelot 800 g | 1     | 69,46 m     | 21-juil. | Versailles     |          |
| 1963  | Suisse - France               | Senior    | Javelot 800 g | 2     | 69,45 m     | 17-août  | Berne          |          |
| 1964  | France - Italie               | Senior    | Javelot 800 g | 5     | 68,65 m     | 18-juil. | Annecy         |          |
| 1966  | Portugal - France             | Senior    | Javelot 800 g | 3     | 69,12 m     | 9-juil.  | Lisbonne       |          |
| 1969  | France - Suisse               | Senior    | Javelot 800 g | 4     | 61,82 m     | 22-juin  | Pulversheim    |          |

## Championnats de France
Participations aux Critériums et Championnats de France, extrait du site de la Commission de la Documentation et de l'Histoire (Fédération française d'athlétisme).
| Année | Catégorie | Epreuve       | Place | Performance | Date     | Lieu                           | Remarque        |
| 1957  | Cadet     | Javelot 600 g | 2     | 59,19 m     | 13-juil. | Jean Bouin (Paris)             |                 |
| 1958  | Cadet     | Poids 5 kg    | 1     | 15,78 m     | 12-juil. | Jean Bouin (Paris)             |                 |
| 1958  | Cadet     | Javelot 600 g | 1     | 66,10 m     | 12-juil. | Jean Bouin (Paris)             | MP France Cadet |
| 1958  | Senior    | Javelot 800 g | 3     | 63,03 m     | 27-juil. | Stade Olympique Yves-du-Manoir | Cadet           |
| 1959  | Junior    | Javelot 800 g | 3     | 60,73 m     | 12-juil. | Jean Bouin (Paris)             |                 |
| 1959  | Senior    | Javelot 800 g | 4     | 64,69 m     | 25-juil. | Stade Olympique Yves-du-Manoir | Junior          |
| 1960  | Junior    | Javelot 800 g | 2     | 59,71 m     | 9-juil.  | Jean Bouin (Paris)             |                 |
| 1960  | Senior    | Javelot 800 g | 3     | 71,06 m     | 23-juil. | Stade Olympique Yves-du-Manoir | Junior          |
| 1963  | Senior    | Javelot 800 g | 6     | 69,85 m     | 27-juil. | Stade Olympique Yves-du-Manoir |                 |
| 1966  | Senior    | Javelot 800 g | 3     | 68,12 m     | 23-juil. | Stade Olympique Yves-du-Manoir |                 |
| 1968  | Senior    | Javelot 800 g | 6     | 68,94 m     | 27-juil. | Stade Olympique Yves-du-Manoir |                 |

## Meilleures Performances Personnelles (MPP)
Performances classées dans les premières des Bilans annuels FFA
| Année | Catégorie | Epreuve       | Performance | Date     | Lieu       | Remarque  |
| 1958  | Cadet     | Poids 5 kg    | 15,78 m     | 12-juil. | Jean-Bouin |           |
| 1958  | Cadet     | Javelot 600 g | 66,10 m     | 12-juil. | Jean-Bouin | MP France |
| 1960  | Junior    | Javelot 800 g | 72,89 m     | 11-avr.  | Dieppe     |           |
| 1962  | Senior    | Javelot 800 g | 75,40 m     | 31-mai   | Mantes     |           |